# 遠東航空104號班機空難
遠東航空104號班機是由高雄國際機場飛往台北松山機場的班機。1969年2月24日，一架遠東航空的亨德里·佩奇信使者型飛機執行此航班任務時，由於引擎故障，迫降失敗，在台南縣歸仁鄉（今台南市歸仁區）山溝中墜毀。

## 飛機基本資料
- 飛機機型：亨德里·佩奇信使者
- 製造序號（msn）：157
- 機身編號：B-2009

## 概要
B-2009飛機於1969年2月24日執行疏運春節假期結束的FE104航班飛行任務，從高雄國際機場飛往台北松山機場。FE104較表定起飛時間上午11點50分延誤13分鐘，即於中午12點03分起飛。起飛10分鐘後，機長向台南機場塔台表示，引擎故障需要迫降，但隨即失去聯絡。不到2分鐘後，機長欲迫降在台南市歸仁區一處農田，卻落入山溝中，飛機立刻起火燃燒，機上乘員全數罹難。

## 失事原因
右發動機嚴重故障，導致飛機迅速失去高度。

## 外部連結
- Aviation Safety Net （页面存档备份，存于） 事故資料